# Toyota bZ3
La Toyota bZ3 è una autovettura elettrica prodotta dalla casa automobilistica giapponese Toyota a partire dal 2023.

## Descrizione

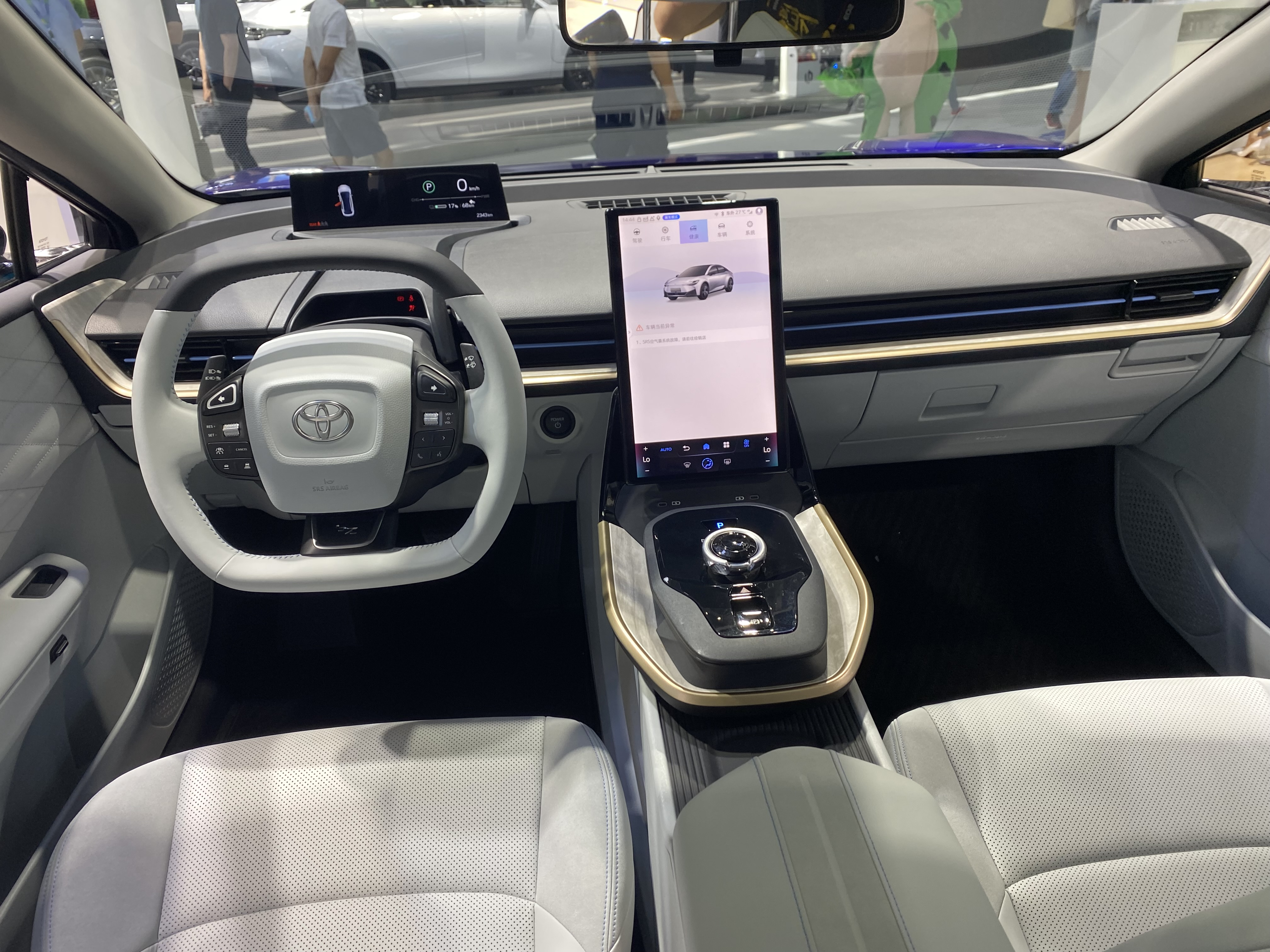
Interni

La vettura è una berlina di medie dimensioni ad alimentazione esclusivamente elettrica, sviluppata congiuntamente dalla Toyota, BYD Auto e la FAW Toyota attraverso la joint venture BYD Toyota EV Technology (BTET). È il secondo modello a far parte della gamma Toyota bZ ("beyond Zero"), nonché la seconda vettura elettrica in assoluto, dopo il crossover SUV Toyota bZ4X, ad essere prodotta dalla Toyota. In precedenza, il design della bZ3 era stato anticipato dalla concept car bZ SDN presentata nel dicembre 2021.
La vettura, che ha debuttato ufficialmente nell'ottobre 2022 sul mercato cinese, è alimentato da una batteria al litio ferro fosfato posta sotto il pianale e sviluppata dalla BYD, che le garantisce un'autonomia stimata di circa 600 km, grazie ad un coefficiente di resistenza aerodinamica pari a 0,218.